# Eragisa tenebrosa
Eragisa tenebrosa is een vlinder uit de familie van de tandvlinders (Notodontidae). De wetenschappelijke naam van de soort is voor het eerst geldig gepubliceerd door Rothschild.